# Impactul potențial al contactului cu o civilizație extraterestră
Impactul cultural potențial al contactului cu o civilizație extraterestră se referă la totalitatea schimbărilor aduse științei terestre, tehnologiei, religiei, politicii și ecosistemelor care ar rezulta din contactul cu o civilizație extraterestră. Acest concept este strâns legat de căutarea vieții inteligente extraterestre (SETI), care încearcă să găsească o viață inteligentă în spațiul non-terestru, spre deosebire de analiza implicațiilor și consecințelor unui astfel de contact.
Modificările potențiale care rezultă din contactul cu o civilizație extraterestră ar putea varia foarte mult în funcție de magnitudine și de tipul contactului, de nivelul de avansare tehnologică, a gradului de bunăvoință sau de agresiune a civilizației extraterestre, de etica acesteia și de nivelul de înțelegere reciprocă între aceasta și omenire. Mediul prin care este contactată omenirea, fie că este vorba de radiație electromagnetică, fie interacțiune fizică directă, fie prin obiecte extraterestre etc. ar putea influența rezultatul contactului respectiv. Luând în considerare toți acești factori, s-au dezvoltat mai multe teorii pentru a se încerca să se definească implicațiile unui contact extraterestru.
Un contact cu o civilizație superioară tehnologic, cu un avans uriaș față de omenire, a fost adesea comparat cu întâlnirea dintre două culturi umane foarte diferite, mai ales cu Schimbul columbian sau Marele Schimb dintre cele două Americi, Africa de Vest și Lumea Veche din secolele al XV-lea și al XVI-lea. Astfel de întâlniri au avut ca rezultat distrugerea civilizației contactate (spre deosebire de „contactor”, care inițiază contactul) și, prin urmare, distrugerea civilizației umane ar putea fi rezultatul posibil contactului cu o civilizație extraterestră. Alte studii resping această ipoteză, sugerând un impact științific benefic ca revoluția copernicană sau darwiniană. Contactul cu o civilizație extraterestră este, de asemenea, analog cu numeroasele întâlniri între speciile native și invazive non-umane care ocupă aceeași nișă ecologică. Cu toate acestea, în absența unui contact public verificabil până în prezent este imposibil de prezis cu certitudine care ar fi rezultatul.

## Fundal

### SETI

Mesajul Arecibo, trimis către roiul globular de stele Messier 13 după ce recomandările proiectului Cyclops nu au fost implementate

Pentru a detecta civilizațiile extraterestre cu telescoapele radio, trebuie identificat un semnal artificial și coerent pe fundalul diferitelor fenomene naturale care produc și unde radio. Printre telescoapele capabile de acest lucru se numără Observatorul Arecibo din Puerto Rico, Telescopul Allen Array din Hat Creek, California, RATAN-600 din Rusia și noul Telescop sferic cu cinci sute de metri apertură din China (Telescopul FAST). Diferite programe de detectare a inteligențelor extraterestre au avut finanțare guvernamentală în trecut. Proiectul Cyclops a fost comandat de NASA în anii 1970 pentru a investiga modul cel mai eficient de a căuta semnale de la surse inteligente extraterestre, dar recomandările raportului au fost lăsate deoparte în favoarea abordării mult mai modeste a mesajelor către inteligența extraterestră (METI), trimiterea de mesaje pe care ființele inteligente extraterestre ar putea să le intercepteze. În consecință, NASA a redus drastic finanțarea programelor SETI, care de atunci s-au îndreptat spre donațiile private pentru a-și continua căutarea.
Odată cu descoperirea, la sfârșitul secolului al XX-lea și începutul secolului XXI, a numeroaselor planete extrasolare, dintre care unele pot fi locuibile, guvernele au devenit din nou interesate să finanțeze noi programe. În 2006, Agenția Spațială Europeană a lansat COROT, prima nava spațială dedicată căutării exoplanetelor, iar în 2009 NASA a lansat observatorul spațial Kepler în același scop. În februarie 2013, Kepler a detectat 105 din cele 2099 de exoplanete confirmate, iar una dintre ele, Kepler-22b, este potențial locuibilă. După ce a fost descoperită, Institutul SETI a reluat căutarea unei civilizații extraterestre inteligente, concentrându-se asupra planetelor candidate ale lui Kepler, cu finanțare din partea Forțele Aeriene ale Statelor Unite - United States Air Force.
Planetele descoperite recent, în special cele potențial locuibile, au permis programelor SETI și METI să-și reorienteze proiectele de comunicare cu inteligența extraterestră. În 2009, un Mesaj de pe Pământ (A Message From Earth - AMFE) a fost trimis către sistemul planetar Gliese 581, care conține două planete potențial locuibile, confirmata Gliese 581d și cea mai locuibilă dar încă neconfirmată, Gliese 581g. În proiectul SETILive, care a început în 2012, voluntarii umani analizează date de la Telescopul Allen pentru a căuta posibilele semnale extraterestre pe care calculatoarele le-ar putea pierde din cauza interferențelor radio terestre [15]. Datele pentru studiu sunt obținute prin observarea de către Kepler a stelelor țintă cu telescopul radio.
În plus față de metodele bazate pe radio, unele proiecte, cum ar fi SEVENDIP de la Universitatea din California, Berkeley, folosesc alte regiuni ale spectrului electromagnetic pentru a căuta semnale extraterestre. Diverse alte proiecte nu caută semnale coerente, ci doresc să utilizeze mai degrabă radiații electromagnetice pentru a găsi alte dovezi ale inteligenței extraterestre, cum ar fi mega-proiectele de astroinginerie.
Mai multe semnale, cum ar fi semnalul Wow!, au fost detectate în istoria căutării inteligenței extraterestre, dar niciunul nu a fost încă confirmat ca fiind de origine inteligentă.

### Evaluarea impactului
Implicațiile contactului extraterestru depind de metoda de descoperire, de natura ființelor extraterestre și de poziția lor față de Pământ. Având în vedere acești factori, Scala Rio a fost concepută pentru a oferi o imagine mai cantitativă a rezultatelor contactului extraterestru. Mai exact, scala măsoară dacă comunicarea a fost efectuată prin radio, conținutul informațional al oricărui mesaj și dacă descoperirea a apărut dintr-un mesaj în mod deliberat cu fasciculul (și dacă da, dacă detecția a fost rezultatul unui efort SETI specializat sau prin observații astronomice generale) sau prin detectarea unor evenimente cum ar fi scurgeri de radiații din instalațiile de astro-inginerie. Întrebarea dacă un semnal presupus extraterestru a fost confirmat ca autentic și cu ce grad de încredere va influența impactul contactului. Scala Rio a fost modificată în 2011 pentru a include o analiză a faptului dacă contactul a fost realizat printr-un mesaj interstelar sau printr-un obiect fizic extraterestru, sugerând extinderea definiției artefactelor pentru a include „tehno-semnături”, inclusiv toate indicațiile vieții extraterestre inteligente cu excepția mesajelor radio interstelare solicitate de programele tradiționale SETI.
Astronomul Steven J. Dick de la Observatorul Naval al Statelor Unite a realizat un studiu privind impactul cultural al contactului extraterestru, analizând evenimente cu semnificație similară în istoria științei. Studiul susține că impactul va fi cel mai puternic influențat de conținutul informațional al mesajului primit, dacă există. Aceasta distinge impactul pe termen scurt de cel pe termen lung. Văzând contactul radio ca pe un scenariu mai plauzibil decât o vizită a navelor spațiale extraterestre, studiul respinge analogia comună a colonizării europene a Americii ca model precis pentru contactul numai cu informații, preferând comparația cu evenimente de semnificație științifică profundă, cum ar fi revoluția științifică a lui Copernic sau cea darwinistă, ca fiind cele mai predictive asupra modului în care omenirea ar putea fi afectată de contactul extraterestru.
Distanța fizică dintre cele două civilizații a fost, de asemenea, folosită pentru a evalua impactul cultural al contactului extraterestru. Exemplele istorice arată că, cu cât distanța este mai mare, cu atât mai puțin civilizația contactată percepe o amenințare pentru sine și pentru cultura sa. De aceea, contactul care se produce în interiorul sistemului solar și, în special, în imediata vecinătate a Pământului, este probabil cel mai disruptiv și negativ pentru umanitate. La o scară mai mică, oamenii apropiați de epicentrul de contact ar fi mai afectați decât cei care trăiesc mai departe și un contact care ar avea mai multe epicentre ar cauza un șoc mai mare decât un contact cu un singur epicentru. Cercetătorii spațiului cosmic, Martin Dominik și John Zarnecki afirmă că, în lipsa oricăror date despre natura inteligenței extraterestre, trebuie să se prevadă impactul cultural al contactului extraterestru pe baza generalizărilor care cuprind toată viața și analogiile cu istoria.
Au fost, de asemenea, studiate credințele publicului larg cu privire la efectul contactului extraterestru. Un sondaj efectuat printre studenții din Statele Unite și cei chinezi din anul 2000 oferă o analiză a factorilor de răspuns la întrebări cu privire, între altele, la convingerea participanților că viața extraterestră există în Univers, că o astfel de viață poate fi inteligentă și că oamenii vor avea contact în cele din urmă. Studiul arată corelații semnificative ponderate între convingerile participanților că acest contact extraterestru poate intra în conflict sau poate îmbogăți credințele religioase personale și cât de conservatoare sunt astfel de credințe religioase. Cu cât respondenții erau mai conservatori, cu atât mai dăunătoare au considerat contactele extraterestre. Alte modele semnificative de corelare indică faptul că participanții au considerat că această căutare a inteligenței extraterestre poate fi inutilă sau chiar dăunătoare.
Psihologii Douglas Vakoch și Yuh-shiow Lee au efectuat un studiu pentru a evalua reacțiile oamenilor la primirea unui mesaj de la extratereștri, inclusiv judecățile lor despre probabilitatea ca extratereștrii să fie răuvoitori. „Oamenii care văd lumea ca un loc ostil au mai multe șanse să creadă că extratereștrii vor fi ostili”, a declarat Vakoch pentru USA Today.

### Protocoale post-detectare
Au fost create diferite protocoale care detaliază un plan de acțiune pentru oamenii de știință și guverne după realizarea contactului extraterestru. Protocoalele post-detectare trebuie să abordeze trei aspecte: ce trebuie făcut în primele săptămâni de la primirea unui mesaj de la o sursă extraterestră; dacă se dorește sau nu să trimitem un răspuns; și analizarea consecințelor pe termen lung ale mesajului primit. Cu toate acestea, niciun protocol post-detectare nu este obligatoriu în conformitate cu legislația națională sau internațională, iar Martin Dominik și John C. Zarnecki au considerat că protocoalele ar putea fi ignorate dacă se produce contactul.
În 1989, Comitetul permanent SETI al Academiei Internaționale de Astronautică a creat un document, numit „Declaration of Principles for Activities Following the Detection of Extraterrestrial Intelligence” - Declarația de principii privind activitățile legate de detectarea inteligenței extraterestre, pe scurt Protocolul SETI post-detecție. Acesta cuprinde măsurile care ar trebui luate în cazul descoperirii unei civilizații extraterestre. Protocolul a fost aprobat și de Comitetul pentru Utilizarea Pașnică a Spațiului Cosmic din cadrul ONU (Committee on Space Research), de Uniunea Astronomică Internațională, de International Union of Radio Science etc.
Protocolul și anexele sale prevăd că, în cazul recepționării unui mesaj sigur de origine extraterestră, descoperitorul va informa mai întâi pe ceilalți observatori care participă la proiectele de tip SETI, pentru a primi de la aceștia opinii independente și pentru monitorizarea fenomenului. După o confirmare generală, descoperirea va face obiectul unui anunț pentru autorități și pentru public. Un eventual răspuns către inteligența descoperită ar trebui să fie discutat și aprobat de Adunarea Generală a Națiunilor Unite, în numele întregii omeniri. Agenția de Securitate Națională a considerat nebunească ideea ca Națiunile Unite să aprobe un răspuns al omenirii dat mesajului extraterestru și a considerat absolut de neacceptat ca Națiunile Unite sau un grup internațional de astronomi, să reprezinte Pământul în comunicațiile cu alte lumi. În viziunea NSA, dacă reprezentantul unei alte lumi ar cere să fie condus la conducătorul Pământului, acest conducător ar trebui să fie Președintele Statelor Unite.

## Scenarii ale contactului
Literatura științifică și cea științifico-fantastică au prezentat diferite modele ale modului în care civilizațiile extraterestre și umane ar putea interacționa. Predicțiile lor se extind pe scară largă, de la civilizații sofisticate care ar putea să promoveze civilizația umană în multe domenii la puteri imperiale care s-ar baza pe forțele necesare pentru a subjuga omenirea. Unele teorii sugerează că o civilizație extraterestră ar putea fi suficient de avansată pentru a renunța la biologie, trăind în interiorul calculatoarelor avansate.
Implicațiile descoperirii depind foarte mult de nivelul de agresivitate al civilizației care interacționează cu umanitatea, de etica acesteia dar și cât de asemănătoare sau de diferită este biologia celor două specii în contact.. Acești factori vor conduce cantitatea și tipul dialogului care poate avea loc. În funcție de natura contactului, fizic sau prin semnale electromagnetice, va diferi magnitudinea implicațiilor pe termen lung ale contactului. În cazul comunicării prin intermediul semnalelor electromagnetice, pauza lungă de tăcere dintre recepția a doua mesaje ar însemna că conținutul oricărui mesaj ar afecta în mod deosebit consecințele contactului, precum și gradul de înțelegere reciprocă.

### Civilizații prietenoase
Mulți scriitori au speculat asupra modului în care o civilizație prietenoasă ar putea interacționa cu omenirea. Albert Harrison, profesor emerit de psihologie la Universitatea din California, Davis, a crezut că o civilizație foarte avansată ar putea să învețe omenirea lucruri precum o teorie a tuturor lucrurilor în fizică, cum să folosească energia punctului zero sau cum să călătorească mai repede ca lumina. Scriitorii sugerează că o colaborare cu o astfel de civilizație ar putea fi inițial în domeniul artelor și al științelor umaniste înainte de a se trece la științele „tari” și că poate chiar artiștii ar putea conduce colaborarea dintre cele două civilizații. Seth D. Baum, de la Global Catastrophic Risk Institute, și alții consideră că o mai mare longevitate a civilizațiilor cooperante în comparație cu cele necooperante și agresive ar putea face ca, în general, civilizațiile extraterestre să fie mai susceptibile în a ajuta umanitatea. Spre deosebire de aceste puncte de vedere, însă, Paolo Musso, membru al Grupului de studiu permanent al SETI al Academiei Internaționale de Astronautică (IAA) și al Academiei Pontificale de Științe, a considerat că civilizațiile extraterestre posedă, ca și oamenii, o moralitate condusă nu în întregime de altruism, ci și pentru beneficiul individual, lăsând astfel deschisă posibilitatea ca cel puțin unele civilizații extraterestre să fie ostile.

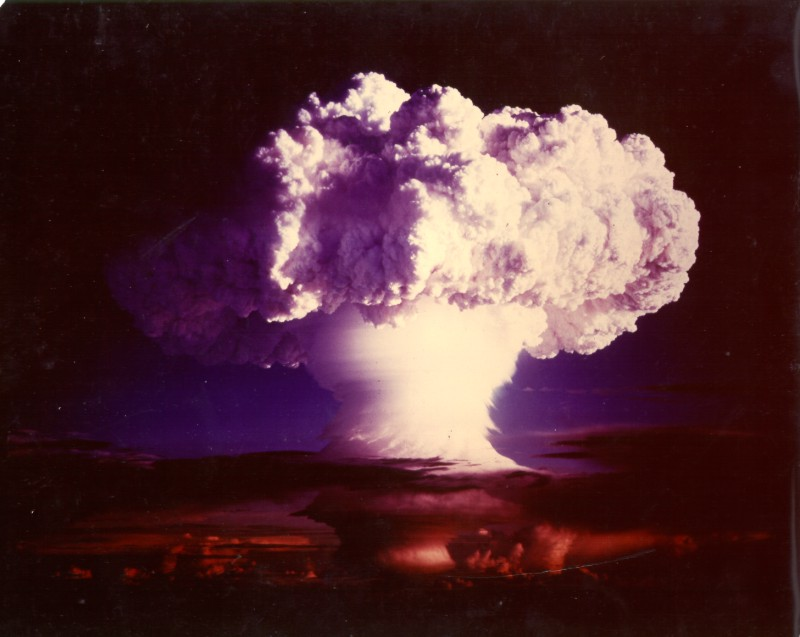
O civilizație extraterestră avansată și prietenoasă ar putea ajuta omenirea să elimine riscurile care ar putea distruge civilizația sa inițială.

Futuristul Allen Tough sugerează că o civilizație extraterestră extrem de avansată, reamintindu-și propriul ei trecut de război și jaf și știind că posedă super-arme care ne-ar putea distruge, ar putea încerca mai degrabă să-i ajute pe oameni decât să-i distrugă. El identifică trei abordări pe care o civilizație prietenoasă le-ar iniția pentru a ajuta omenirea:
- Intervenție numai pentru a preveni catastrofe: aceasta ar implica o intervenție ocazională limitată pentru a opri evenimente care ar putea distruge complet civilizația umană, cum ar fi războiul nuclear, dezastre nucleare sau impactul cu asteroizi.[43]
- Consiliere și acțiune cu consimțământ: în cadrul acestei abordări, extratereștrii ar fi mai implicați în afacerile terestre, sfătuind liderii mondiali și acționând cu consimțământul lor pentru a ne proteja împotriva pericolului.[43]
- Acțiuni corective prin forță: extratereștrii ar putea cere omenirii să reducă riscurile majore împotriva voinței sale, intenționând să ajute oamenii să avanseze la următoarea etapă a civilizației.[43]

Allen Tough consideră consilierea și/sau intervenția numai cu acordul omenirii o alegere mai probabilă decât opțiunea corectivă prin forță. Deși ultima variantă poate fi posibilă, iar extratereștrii avansați vor considera propriile practici ca fiind superioare celor ale umanității, este puțin probabil ca această metodă să fie utilizată în cooperarea culturală. Lemarchand a sugerat că instruirea unei civilizații aflate în „adolescență tehnologică”, perioadă în care se găsește omenirea, se va concentra probabil pe moralitate și etică, mai degrabă decât pe știință și tehnologie, pentru a se asigura că civilizația nu se va autodistruge cu tehnologia pe care nu a fost pregătită să o utilizeze.
Potrivit lui Tough, este puțin probabil ca evitarea pericolelor imediate și prevenirea catastrofelor viitoare să se facă prin radio, deoarece aceste sarcini ar necesita o supraveghere constantă și o acțiune rapidă. Cu toate acestea, cooperarea culturală ar putea avea loc prin radio sau printr-o sonda spațială trimisă în Sistemul Solar, deoarece undele radio ar putea fi folosite pentru a comunica oamenilor informații despre tehnologii și culturi avansate.
Chiar dacă o civilizație extraterestră străveche și avansată ar fi dorit să ajute omenirea, oamenii ar fi putut suferi o pierdere a identității și a încrederii datorită dezvoltării tehnologice și culturale a civilizației extraterestre. Cu toate acestea, o civilizație prietenoasă își poate calibra contactul cu omenirea astfel încât să reducă la minimum consecințele nedorite. Michael A. G. Michaud sugerează că o civilizație extraterestră prietenoasă și avansată poate chiar să evite orice contact cu o specie inteligentă emergentă, cum ar fi omenirea, pentru a se asigura că civilizația mai puțin avansată se poate dezvolta în mod natural în ritm propriu, acest lucru fiind cunoscut sub numele de ipoteza zoo.

### Civilizații ostile
Filmele științifico-fantastice prezintă adesea scenarii în care omenirea respinge cu succes o invazie extraterestră, dar oamenii de știință de cele mai multe ori consideră că o civilizație extraterestră care are o putere suficientă pentru a ajunge pe Pământ ar putea distruge civilizația umană cu un efort minim. Operațiunile care par enorme comparativ cu dezvoltarea umană actuală, cum ar fi distrugerea tuturor centrelor majore terestre, bombardament planetar cu radiație neutronică mortală sau chiar călătoria spre alt sistem planetar pentru a-l seca de resurse, pot fi instrumente importante pentru o civilizație ostilă și totalitară.
Deardorff speculează că doar o mică parte din formele inteligente de viață din galaxie poate fi agresivă, dar agresivitatea sau bunăvoința reală a civilizațiilor ar acoperi un spectru larg, cu civilizații care ar juca un rol de „poliție” ale altora.  Potrivit lui Harrison și Dick, viața ostilă extraterestră poate fi într-adevăr rară în Univers, la fel cum națiunile beligerante și autocratice de pe Pământ au fost cele care au durat cele mai scurte perioade de timp și omenirea vede o trecere de la aceste caracteristici în propriile sisteme sociopolitice. În plus, cauzele războiului pot fi diminuate foarte mult pentru o civilizație cu acces la galaxie, deoarece există cantități nemăsurate de resurse naturale în spațiul accesibil fără a recurge la violență.
Cercetătorul SETI, Carl Sagan, a crezut că o civilizație cu o tehnologie necesară pentru a ajunge la stele și a veni pe Pământ trebuie să fi depășit războiul pentru a evita auto-distrugerea. Reprezentanții unei astfel de civilizații ar trata omenirea cu demnitate și respect, iar omenirea, cu tehnologia sa relativ înapoiată, nu ar avea altă opțiune decât să răspundă similar. Seth Shostak, un astronom de la Institutul SETI, nu este de acord, declarând că există o cantitate finită de resurse în galaxie care ar cultiva agresivitatea în orice specie inteligentă și că o civilizație exploratoare care ar dori să intre în contact cu omenirea ar fi agresivă. În mod similar, Ragbir Bhathal susține că, din moment ce legile evoluției ar fi aceleași pe o altă planetă locuibilă ca și cele de pe Pământ, o civilizație extraterestră extrem de avansată poate avea motivația de a coloniza omenirea, așa cum au făcut imperiile coloniile (de exemplu britanicii australienilor aborigeni).
Discutând în legătură cu aceste analize, David Brin afirmă că, deși o civilizație extraterestră poate avea imperativul de a nu acționa doar pentru beneficiile sale, ar fi naiv să se sugereze că o astfel de trăsătură ar fi răspândită în întreaga galaxie. Brin atrage atenția asupra faptului că în multe sisteme morale de pe Pământ, cum ar fi cele aztece sau cartagineze, uciderea în afara conflictelor militare a fost acceptată și chiar „înălțată” de societate; astfel de fapte nu se limitează doar la oameni, ele pot fi găsite la întregul regn animal.
Baum et al. au speculat că este puțin probabil ca civilizațiile foarte avansate să vină pe Pământ pentru a înrobi oamenii, deoarece atingerea nivelului lor tehnologic le-ar fi obligat să rezolve anterior problemele muncii și a resurselor prin alte mijloace, cum ar fi crearea unui mediu durabil și utilizarea muncii mecanizate. Mai mult, oamenii pot fi o sursă de hrană neadecvată pentru extratereștri din cauza diferențelor de biochimie. De exemplu, chiralitatea moleculelor utilizate de viața terestră poate fi diferită de cea utilizată de ființele extraterestre. Douglas Vakoch susține că transmiterea semnalelor intenționate nu crește riscul unei invazii extraterestre, contrar problemelor ridicate de cosmologul britanic Stephen Hawking, pentru că „orice civilizație care are capacitatea de a călători între stele a recepționat deja transmisii accidentale umane de radio și televiziune.”
Politicienii au comentat, de asemenea, reacția umană probabilă de a intra în contact cu speciile ostile. În discursul său din 1987 adresat Adunării Generale a Organizației Națiunilor Unite, Ronald Reagan a spus: „Întâmplător mă gândesc cât de repede vor dispărea diferențele noastre din întreaga lume dacă ne vom confrunta cu o amenințare extraterestră din afara acestei lumi”.

### Civilizații asemănătoare sau superioare tehnologic
Robert Freitas a speculat în 1978 că avansarea tehnologică și utilizarea energiei unei civilizații, măsurate fie în raport cu o altă civilizație, fie în termeni absoluți, prin evaluarea sa pe scara Kardeșev, pot juca un rol important în rezultatul contactului extraterestru. Având în vedere imposibilitatea zborului spațial interstelar pentru civilizații la un nivel tehnologic similar celui al omenirii, interacțiunile dintre aceste civilizații ar trebui să aibă loc prin transmisii radio. Datorită timpului lung de tranzit al undelor radio între stele, astfel de interacțiuni nu ar conduce la stabilirea de relații diplomatice și nici la o interacțiune viitoare semnificativă între cele două civilizații.
Potrivit lui Freitas, contactul direct cu civilizații mult mai avansate decât omenirea ar trebui să aibă loc în cadrul Sistemului nostru Solar, deoarece numai civilizația mai avansată ar avea resursele și tehnologia pentru a traversa spațiul interstelar. În consecință, un astfel de contact ar putea fi numai cu civilizațiile clasificate ca tipul II sau mai mari pe scara Kardeșev, deoarece civilizațiile de tip I nu ar fi capabile să călătorească interstelar. Freitas se aștepta ca astfel de interacțiuni să fie atent planificate de civilizația mai avansată pentru a evita șocul în masă al omenirii.
Oricât de mult ar planifica înainte o civilizație extraterestră contactul cu omenirea, oamenii ar putea suferi un șoc și ar avea o mare teroare la sosirea lor, mai ales că ar lipsi orice înțelegere a civilizației contactante. Ben Finney compară situația cu cea a triburilor din Noua Guinee, o insulă care a fost colonizată de om acum cincizeci de mii de ani în ultima perioadă glaciară, dar a avut puține contacte cu lumea exterioară până la sosirea puterilor coloniale europene la sfârșitul secolului 19 și începutul secolului 20. Diferența uriașă dintre societatea indigenă din epoca de piatră și civilizația tehnică a europenilor a provocat comportamente neașteptate printre populațiile native sub forma unui cult al transportului (cargo-cult): pentru a convinge zeii să le aducă tehnologia pe care au posedat-o europenii, nativii au creat din lemn „stații radio” și „piste de aterizare” ca o formă de magie simpatică. Finney susține că omenirea ar putea înțelege greșit adevăratul sens al unei transmisii extraterestre pe Pământ, la fel cum oamenii din Noua Guinee nu au putut înțelege sursa bunurilor și tehnologiilor moderne. El concluzionează că rezultatele contactului extraterestru vor deveni cunoscute pe termen lung printr-un studiu riguros, și nu printr-un fel de evenimente rapide ca titlurile pe scurt din ziare.
Billingham a sugerat că o civilizație mai avansată din punct de vedere tehnologic decât omenirea ar putea fi avansată și din punct de vedere cultural și etic și, prin urmare, este puțin probabil să realizeze proiecte de astro-inginerie care ar dăuna civilizației umane. Astfel de proiecte ar putea include sferele Dyson, care înconjoară complet stelele și le captează toată energia. Chiar dacă este posibil să fie realizate de civilizații avansate și ar furniza o cantitate enormă de energie, astfel de proiecte nu vor fi întreprinse. Din motive similare, astfel de civilizații nu ar da cu ușurință umanității cunoștințele necesare pentru a construi astfel de dispozitive. Cu toate acestea, existența unor astfel de capacități ar arăta cel puțin că civilizațiile au supraviețuit „adolescenței tehnologice”. În ciuda prudenței pe care o civilizație avansată ar avea-o în tratarea civilizației umane mai puțin mature, Sagan și-a închipuit că o civilizație avansată ar putea trimite pe Pământ o Encyclopædia Galactica care să descrie științele și culturile multor societăți extraterestre.
Dacă o civilizație extraterestră avansată ar trimite omenirii un mesaj descifrat, acest lucru este o chestiune de dezbatere în sine. Sagan a susținut că o civilizație extraterestră foarte avansată ar avea în vedere faptul că ar comunica cu una relativ primitivă și, prin urmare, ar încerca să se asigure că civilizația receptoare ar fi capabilă să înțeleagă mesajul. Marvin Minsky a crezut că extratereștrii s-ar putea gândi în mod similar la oameni din cauza constrângerilor comune, permițând comunicarea. Argumentând împotriva acestui punct de vedere, astronomul Guillermo Lemarchand a afirmat că o civilizație avansată ar putea probabil să cripteze un mesaj cu un conținut de informație ridicat, cum ar fi o Encyclopædia Galactica, pentru a se asigura că numai alte civilizații avansate etic ar putea s-o înțeleagă. Douglas Vakoch presupune că poate va dura ceva timp pentru a decoda orice mesaj, spunând la ABC News că „nu cred că vom înțelege imediat ceea ce au de spus.” „Vor fi o mulțime de presupuneri în încercarea de a interpreta o altă civilizație”, a declarat el pentru Science Friday, adăugând că „într-un fel, orice mesaj pe care îl primim de la extratereștri va fi ca un test cosmic Rorschach”.

### Grupuri interstelare de uniuni de civilizații
Având în vedere vârsta galaxiei, Harrison presupune că există mai multe „cluburi galactice”, grupuri de civilizații multiple din întreaga galaxie. Astfel de cluburi ar putea fi ca un fel de confederații sau alianțe, care se vor dezvolta în cele din urmă în uniuni puternice ale mai multor civilizații. Dacă omenirea ar putea intra într-un dialog cu o civilizație extraterestră, ar putea fi capabilă de a adera la un astfel de club galactic. Pe măsură ce se găsesc mai multe civilizații extraterestre sau uniuni ale acestora, acestea se pot asimila și într-un astfel de club. Sebastian von Hoerner a sugerat că intrarea într-un club galactic poate reprezenta o cale pentru omenirea de a face față șocului cultural care decurge din contactul cu o civilizație extraterestră avansată.
Faptul că un spectru larg de civilizații din multe locuri din galaxie ar putea chiar să coopereze este contestat de Michaud, care afirmă că civilizațiile cu diferențe enorme în tehnologiile și resursele aflate la comanda lor „nu se consideră nici măcar egale”. Este puțin probabil ca omenirea să îndeplinească cerințele de bază pentru aderare la nivelul actual scăzut al progresului tehnologic. Un club galactic, a presupus William Hamilton, stabilește cerințe de aderare extrem de ridicate, care sunt puțin probabil să fie îndeplinite de către civilizații mai puțin avansate.
Când doi astronomi canadieni au susținut că au descoperit 234 de civilizații extraterestre prin analiza bazei de date Sloan Digital Sky Survey (SDSS), Douglas Vakoch și-a exprimat îndoiala privind explicația constatărilor lor, observând că ar fi ceva neobișnuit ca toate stelele să pulseze exact la aceeași frecvență, numai dacă ar fi făcut parte dintr-o rețea coordonată: „Dacă faceți un pas înapoi”, a spus el, „asta ar însemna că aveți 234 de stele independente, care toate au decis să transmită exact în același fel”.
Michaud sugerează că o grupare interstelară a civilizațiilor ar putea lua forma unui imperiu, care nu trebuie neapărat să fie o forță a răului, ci ceva care poate asigura pacea și securitatea în toată jurisdicția sa. Datorită distanțelor dintre stele, un astfel de imperiu nu ar menține neapărat controlul exclusiv prin forță militară, ci poate tolera mai degrabă culturile și instituțiile locale, în măsura în care acestea nu ar reprezenta o amenințare pentru autoritatea imperială centrală. O astfel de toleranță se poate extinde, așa cum s-a întâmplat istoric pe Pământ, la permiterea autonomiei anumitor regiuni de către instituțiile existente, menținând acea zonă ca stat marionetă sau clientelar pentru a atinge scopurile puterii imperiale. Cu toate acestea, puterile deosebit de avansate pot utiliza metode, inclusiv călătorii mai repede ca lumina, pentru a eficientiza administrarea centralizată.
În contrast cu convingerea că o civilizație extraterestră ar dori să creeze un imperiu, Milan M. Ćirković a afirmat că o civilizație extraterestră ar dori să mențină echilibrul mai degrabă decât să se extindă spre exterior. Într-un astfel de echilibru, o civilizație ar coloniza doar un număr mic de stele, cu scopul de a maximiza eficiența, mai degrabă decât de a extinde structuri imperiale masive și nesustenabile. Aceasta contrastează cu civilizația clasică Kardașev de tip III, care are acces la producția de energie a unei întregi galaxii și nu este supusă nici unei limite pentru extinderea sa viitoare. Potrivit acestui punct de vedere, civilizațiile avansate ar putea să nu semene cu exemplele clasice ale științifico-fantasticului, dar ar putea reflecta mai îndeaproape orașele-stat mici, independente, grecești, cu accent pe creșterea culturală, mai degrabă decât pe cea teritorială.

### Obiecte extraterestre

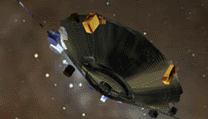
Sondele robotizate pot fi preferate undelor radio sau microundelor ca mijloc de comunicare interstelară.

O civilizație extraterestră poate alege să comunice cu omenirea prin intermediul unor obiecte sau sonde, mai degrabă decât prin radio, din diverse motive. În timp ce sondelor le-ar trebui mult timp să ajungă în Sistemul Solar, odată ajunse acolo, acestea ar putea să mențină un dialog susținut care ar fi imposibil prin unde radio de la sute sau mii de ani-lumină distanță. Radioul ar fi complet inadecvat pentru supravegherea și monitorizarea continuă a unei civilizații și, dacă o civilizație extraterestră dorește să efectueze aceste activități asupra omenirii, obiectele ar putea fi singura opțiune, în afară de a trimite nave spațiale mari, cu echipaj, către Sistemul Solar.
Potrivit lui Tough, o civilizație extraterestră ar putea dori să trimită diferite tipuri de informații omenirii prin intermediul unor artefacte, cum ar fi o Encyclopædia Galactica, care ar conține înțelepciunea a nenumărate culturi extraterestre, sau poate o invitație de a se angaja în diplomație cu acestea. O civilizație care se află în pragul declinului ar putea folosi abilitățile pe care le posedă pentru a trimite sonde în întreaga galaxie, cu cultura, valorile, religia, știința, tehnologia și legile sale, astfel încât acestea să nu moară odată cu civilizația însăși.
Freitas a găsit numeroase motive pentru care sondele interstelare pot fi o metodă preferată de comunicare între civilizațiile extraterestre care doresc să intre în contact cu Pământul. O civilizație care încearcă să afle mai multe despre distribuția vieții în galaxie ar putea, a speculat Freitas, să trimită sonde către un număr mare de sisteme stelare, mai degrabă decât să folosească radioul, deoarece nu se poate asigura un răspuns prin radio, dar se poate asigura că sondele se vor întoarce la expeditorul lor cu date despre sistemele stelare pe care le-au survolat. Mai mult, sondele ar permite vizualizarea populațiilor non-inteligente sau a celor care încă nu sunt capabile să navigheze în spațiu (cum ar fi oamenii înainte de secolul al XX-lea), precum și populații inteligente care ar putea să nu dorească să ofere informații despre ei înșiși și planetele lor unor alte civilizații extraterestre. În plus, energia mai mare necesară pentru trimiterea ființelor vii decât pentru o probă robotică ar fi, în opinia lui Michaud, utilizată doar în scopuri precum migrația într-o singură direcție.
Freitas evidențiază faptul că sondele, spre deosebire de undele radio interstelare frecvent vizate de căutările SETI, ar putea stoca informații pentru perioade lungi, probabil geologice, și ar putea emite semnale radio puternice recunoscute fără echivoc ca fiind de origine inteligentă, mai degrabă decât să fie considerate un OZN [cu ființe vii la bord] sau un fenomen natural. Sondele ar putea, de asemenea, să modifice orice semnal pe care îl trimit pentru a se potrivi sistemului în care se găsesc, ceea ce ar fi imposibil pentru o transmisie radio provenind din afara sistemului țintă vizat. Mai mult decât atât, folosirea unor mici sonde robotizate cu balize largi distribuite în sisteme individuale, în loc de un număr redus de balize puternice, centralizate, ar oferi un avantaj de securitate civilizației care le folosește. În loc să dezvăluie localizarea unei balize radio suficient de puternică pentru a semnaliza întregii galaxii și pentru a risca compromiterea unui astfel de dispozitiv puternic, balizele descentralizate instalate pe sondele robotice nu dezvăluie nicio informație pe care o civilizație extraterestră preferă ca alții să nu o recepționeze.
Având în vedere vârsta galaxiei noastre, Calea Lactee, o civilizație extraterestră străveche a existat și a trimis sonde către sistemul solar cu milioane sau chiar miliarde de ani înainte de evoluția lui Homo sapiens. Astfel, o probă trimisă poate fi nefuncțională milioane de ani înainte ca oamenii să afle despre existența ei. O astfel de sonerie „moartă” nu ar reprezenta o amenințare iminentă pentru omenire, ci ar demonstra că zborul interstelar este posibil. Cu toate acestea, dacă ar fi descoperită o probă activă, oamenii ar reacționa mult mai puternic decât la descoperirea unei sonde care a încetat de mult timp să funcționeze.

## Alte implicații ale contactului

### Implicații teologice
Confirmarea existenței inteligenței extraterestre ar putea avea un impact profund asupra doctrinelor religioase, ceea ce ar putea determina teologii să reinterpreteze scripturile pentru a se adapta noilor descoperiri. Cu toate acestea, un studiu al persoanelor cu diferite convingeri religioase a indicat faptul că credința lor nu ar fi afectată de descoperirea inteligenței extraterestre, iar un alt studiu, realizat de Ted Peters de la Pacific Lutheran Theological Seminary, arată că majoritatea oamenilor nu ar considera credințele lor religioase înlocuite de inteligența extraterestră. Sondajele liderilor religioși indică faptul că doar un mic procent este îngrijorat de faptul că existența inteligenței extraterestre ar putea să contrazică în mod fundamental opiniile adepților religiei lor. Gabriel Funes, astronomul șef de la Observatorul Vaticanului și un consilier papal pe teme de știință, a afirmat că Biserica Romano-Catolică ar putea primi cu căldură vizitatorii extratereștri.
Contactul cu inteligența extraterestră nu ar fi complet lipsit de importanță pentru religie. Studiul lui Peters a arătat că cei mai mulți oameni nereligioși și o minoritate semnificativă de oameni religioși cred că lumea s-ar putea confrunta cu o criză religioasă, chiar dacă propriile convingeri nu vor fi afectate. Contactul cu inteligența extraterestră ar fi, cel mai probabil, o problemă pentru religiile occidentale, în special pentru creștinismul tradiționalist, din cauza naturii geocentriste a credințelor occidentale. Descoperirea vieții extraterestre nu ar contrazice concepțiile de bază ale lui Dumnezeu, cu toate acestea, văzând cum știința a pus în discuție dogma în trecut, de exemplu prin teoria evoluției, este posibil ca religiile existente să se adapteze în mod similar noilor circumstanțe. Douglas Vakoch susține că este puțin probabil ca descoperirea vieții extraterestre să aibă un impact asupra credințelor religioase. În opinia lui Musso, o criză religioasă globală ar fi puțin probabilă chiar și pentru credințele avraamice, deoarece studiile lui și ale altora asupra creștinismului, cea mai „antropocentrică” religie, nu au văzut nici un conflict între această religie și existența inteligenței extraterestre. În plus, valorile culturale și religioase ale speciilor extraterestre ar putea fi împărțite de-a lungul secolelor, dacă se va produce contactul prin radio, ceea ce înseamnă că, în loc să provoace un șoc uriaș umanității, astfel de informații ar fi considerate la fel de mult ca obiectele arheologice și textele istorice.
Funes speculează că un mesaj descifrat de la o inteligență extraterestră ar putea iniția un schimb interstelar de cunoștințe în diverse discipline, inclusiv despre orice religie ar putea avea o civilizație extraterestră. Billingham sugerează în plus că o civilizație extraterestră extrem de avansată și prietenoasă ar putea pune capăt conflictelor religioase actuale și ar putea duce la o mai mare toleranță religioasă la nivel mondial. Pe de altă parte, Jill Tarter invocă faptul că acest contact cu o inteligență extraterestră ar putea elimina religia așa cum o știm și să aducă umanității o credință atotcuprinzătoare. Vakoch se îndoiește că oamenii ar fi înclinați să adopte religii extraterestre,  el a afirmat la ABC News „Cred că religia întâmpină nevoi foarte umane și dacă extratereștrii nu pot oferi un înlocuitor pentru ea, nu cred că religia va dispărea”, adăugând că „dacă există civilizații incredibil de avansate cu o credință în Dumnezeu, nu cred că Richard Dawkins va începe să creadă”.

### Implicații politice
Tim Folger speculează că știrile privind contactul radio cu o civilizație extraterestră s-ar dovedi imposibil de suprimat și că se vor răspândi rapid, deși literatura științifică a Războiului Rece despre acest subiect contrazice acest lucru. Acoperirea mass-media privind descoperirea ar dispărea, probabil, repede, totuși, oamenii de știință vor începe să descifreze mesajul și să descopere adevăratul impact. Diferitele ramuri ale guvernării (de exemplu, legislativă, executivă și judecătorească) își pot urmări propria agendă, generând potențial lupte pentru putere. Chiar și în cazul unui singur contact fără alte urmări, contactul radio poate provoca dezacorduri feroce cu privire la organismele care au autoritatea de a reprezenta omenirea în ansamblu. Michaud emite ipoteza că frica rezultată din contactul direct poate provoca statelor naționale să-și lase deoparte conflictele și să lucreze împreună pentru apărarea comună a omenirii.
În afară de întrebarea despre cine ar reprezenta Pământul în ansamblu, contactul ar putea crea alte probleme internaționale, cum ar fi gradul de implicare al guvernelor străine și al radio-astronomilor care au primit semnalul. Organizația Națiunilor Unite a discutat diverse aspecte ale relațiilor externe odată cu lansarea sondei Voyager, care în anul 2012 a părăsit sistemul solar cu un Disc de Aur cu înregistrări în cazul în care sonda este găsită de o inteligență extraterestră. Printre problemele discutate s-au numărat ce mesaje ar reprezenta cel mai bine omenirea, ce formă ar trebui să ia, cum să transmită istoria culturală a Pământului și ce grupuri internaționale ar trebui să fie formate pentru a studia mai detaliat inteligența extraterestră.
Potrivit lui Luca Codignola de la Universitatea din Genova, contactul cu o puternică civilizație extraterestră este comparabil cu ocaziile în care o civilizație puternică a distrus o altă civilizație, cum ar fi sosirea lui Cristofor Columb și Hernán Cortés în America și distrugerea ulterioară a civilizațiilor indigene și a modurilor acestora de viață. Cu toate acestea, a fost contestată aplicabilitatea unui astfel de model, a sosirii coloniștilor europeni în America, la contactul omenirii cu civilizațiile extraterestre. Chiar și așa, orice diferență mare dintre puterea unei civilizații extraterestre și a noastră ar putea fi demoralizatoare și poate provoca sau accelera prăbușirea societății umane. A fi descoperit de o civilizație „superioară” extraterestră și a avea un contact continuu cu ea, ar putea avea efecte psihologice care ar putea distruge o civilizație, așa cum se pretinde că s-a întâmplat în trecut pe Pământ.
Chiar și în absența unui contact strâns între omenire și extratereștri, mesajele avansate ale unei civilizații extraterestre către omenire au potențialul de a provoca un mare șoc cultural. Sociologul Donald Tarter a presupus că o cunoaștere a culturii și a teologiei extraterestre are potențialul de a compromite loialitatea oamenilor față de structurile și instituțiile organizaționale existente. Șocul cultural al întâlnirii unei civilizații extraterestre poate avea loc timp de decenii sau chiar secole dacă mesajul extraterestru pentru omenire este extrem de dificil de descifrat.

### Implicații legale
Contactul cu civilizațiile extraterestre ar putea aduce întrebări juridice, cum ar fi drepturile ființelor extraterestre. Un extraterestru care sosește pe Pământ nu poate avea (la început) decât protecția statutului de cruzime împotriva animalelor. Precum diferite clase de ființe umane, cum ar fi femeile, copiii și persoanele indigene, care au fost inițial private de drepturile omului, la fel s-ar putea întâmpla și în cazul ființelor extraterestre, care ar putea fi închise și ucise în mod legal. Dacă o astfel de specie nu ar fi tratată ca un animal din punct de vedere legal, asta ar duce la provocarea de a defini limita dintre o persoană cu personalitate juridică și un animal cu drepturi legale, având în vedere numeroșii factori care formează inteligența.
Chiar dacă o ființă extraterestră ar primi personalitate juridică, Freitas consideră că vor apărea probleme de naționalitate și de imigrație. O ființă extraterestră nu ar avea o cetățenie pământească recunoscută legal și ar putea fi necesare măsuri legale drastice pentru a ține cont de imigrația tehnic ilegală a persoanelor extraterestre.
Dacă ar avea loc un contact prin semnale electromagnetice, aceste probleme nu ar apărea. Mai degrabă, problemele legate de cine deține dreptul de brevet și drepturile de autor sau dacă cineva are drepturi la informațiile provenite de la civilizația extraterestră, asta ar fi problema juridică primară.

### Implicații științifice și tehnologice
Impactul științific și tehnologic al contactului extraterestru prin intermediul undelor electromagnetice ar fi probabil foarte mic, mai ales la început. Cu toate acestea, dacă mesajul conține o cantitate mare de informații, descifrarea ar putea da oamenilor acces la un patrimoniu galactic, probabil înainte de formarea sistemului solar, ceea ce ar putea să ducă la un avans uriaș al tehnologiei și științei. Un posibil efect negativ ar putea fi demoralizarea oamenilor de știință din cercetare, deoarece ei știu că ceea ce studiază poate fi deja cunoscut de alte civilizații.
Pe de altă parte, civilizațiile extraterestre cu intenții dăunătoare ar putea trimite informații care ar putea permite civilizațiilor umane să se distrugă, cum ar fi viruși puternici de calculator sau informații despre cum să facă arme extrem de puternice pe care oamenii nu ar putea să le utilizeze în mod responsabil. În timp ce motivele pentru astfel de acțiuni nu sunt cunoscute, ar fi nevoie de o utilizare minimă a energiei din partea extratereștrilor. Potrivit lui Musso, cu toate acestea, virusurile de calculator vor fi aproape imposibile, cu excepția cazului în care extratereștrii posedă cunoștințe aprofundate despre arhitectura computerelor umane, ceea ce s-ar întâmpla numai dacă un mesaj uman transmis stelelor ar fi prea puțin protejat din punct de vedere al securității. Chiar și o mașină virtuală prin care extratereștrii ar putea rula programe de calculator ar putea fi proiectată special pentru acest scop, ceea ce ar duce la o mică legătură cu sistemele informatice utilizate în mod obișnuit pe Pământ. În plus, oamenii ar putea trimite mesaje către extratereștri care să detalieze faptul că nu doresc accesul la Encyclopædia Galactica până când nu vor ajunge la un nivel adecvat de avans tehnologic, reducând astfel impactul nociv al tehnologiei extraterestre.

### Impact ecologic și asupra războiului biologic
O civilizație extraterestră ar putea aduce pe Pământ agenți patogeni sau forme de viață invazive care nu dăunează propriei biosfere. Agenții patogeni extratereștri ar putea decima populația umană, care nu ar avea imunitate față de ei, sau ar putea folosi animalele terestre sau plantele ca gazde, provocând daune indirecte oamenilor. Organismele invazive aduse de civilizațiile extraterestre ar putea provoca daune ecologice mari datorită lipsei de apărare a biosferei terestre împotriva lor.
Pe de altă parte, agenții patogeni și speciile invazive de origine extraterestră s-ar putea să fie destul de diferite de organismele terestre în biologia lor astfel încât să nu provoace efecte adverse. Mai mult, agenții patogeni și paraziții de pe Pământ sunt, în general, adaptați doar unui set mic și exclusiv de medii, la care agenții patogeni extratereștri nu ar fi avut ocazia să se adapteze.
Dacă o civilizație extraterestră răuvoitoare omenirii a dobândit cunoștințe suficiente despre biologia terestră și despre slăbiciunile sistemului imunitar al biotei terestre, atunci ea ar putea să creeze arme biologice extrem de puternice. Chiar și o civilizație fără intenții rele ar putea dăuna din neatenție omului prin faptul că nu ar lua în considerare toate riscurile acțiunilor sale.
Potrivit lui Baum, chiar dacă o civilizație extraterestră ar comunica doar prin semnale electromagnetice, ea ar putea trimite informații omenirii cu care oamenii înșiși ar putea crea arme biologice letale.